# Афтан (Оклахома)
Афтан (енгл. Afton) град је у америчкој савезној држави Оклахома.

## Демографија
По попису из 2010. године број становника је 1.049, што је 69 (-6,2%) становника мање него 2000. године.
| Група             | 2000.       | 2010.       |
| Белци             | 860 (76,9%) | 727 (69,3%) |
| Афроамериканци    | 1 (0,1%)    | 2 (0,2%)    |
| Азијати           | 1 (0,1%)    | 6 (0,6%)    |
| Хиспаноамериканци | 19 (1,7%)   | 32 (3,1%)   |
| Укупно            | 1.118       | 1.049       |